# 16267 Mcdermott
16267 Mcdermott este un asteroid din centura principală de asteroizi.

## Descriere
16267 Mcdermott este un asteroid din centura principală de asteroizi. A fost descoperit pe 7 mai 2000 la Socorro, New Mexico, în cadrul proiectului LINEAR. Asteroidul prezintă o orbită caracterizată de o semiaxă mare de 3,00 ua, o excentricitate de 0,05 și o înclinație de 2,6° în raport cu ecliptica.